# سرخ چرمی
سرخ چرمی یا سرخ قهوه‌ای یا سرخ ارغوانی (به انگلیسی: Cordovan) یک سایه سیر از سرخ شرابی (بورگوندی) و یک سایه تیره از سرخ گلی است. کوردوان نام خود را از شهر کوردوبا در اسپانیا گرفته‌است، جایی که تولید چرم کوردو برای نخستین بار توسط ویزیگوت‌ها در قرن هفتم میلادی انجام شد. اصطلاح کوردوان برای توصیف رنگ لباس، به ویژه چرم آمده‌است. در این معنا، استفاده از کوردوان با خون گاو همپوشانی دارد.
نخستین استفاده ثبت‌شده از کوردوان به عنوان یک نام رنگ در انگلیسی در سال ۱۹۲۵ بود.